# Tenet
Tenet (акроним от фразы Take Every New Experience Together, «Вместе к новым свершениям», и часть древнего палиндрома из нескольких слов SATOR) — российский автомобильный бренд, созданный совместно китайской компанией Defetoo и российским холдингом «АГР», владеющим с 2022-го бывшими заводами Volkswagen и Hyundai в России. Анонсирован в феврале 2025 года.

## О компании
Согласно данным «Газеты.ru», Defetoo — китайская автокомпания и технологическая платформа, зарегистрированная в провинции Аньхой (у региона первое место по автопроизводству в Китае). Крупнейшим акционером выступает Комитет по развитию экономической и технологической зоны Уху, а в руководстве компании — специалисты с опытом работы в государственных структурах и предприятиях. В Defetoo заявляют, что они «абсолютно независимая компания», в её портфеле нет других брендов, помимо Tenet, они не связаны с Chery Group, как изначально предполагали СМИ. Зарубежные[какие?] СМИ сообщают, что непрозрачность структуры может быть связана с включением АО «Авилон Автомобильная Группа» в санкционные списки Великобритании.
Бренд Tenet был анонсирован в феврале 2025 года холдингом «АГР». Сборка автомобилей организована на заводе в Калуге, входящем с 2022 года в холдинг.

## Модели
Первой моделью бренда Tenet стал кроссовер T7, внешне «очень похожий на новый Chery Tiggo 7L», который позиционируется как конкурент Haval Jolion. На автосалоне в Шанхае компания Defetoo сообщила, что при разработке моделей Tenet вдохновлялась ранее выпущенными автомобилями и представила планы по выводу четырёх моделей. Линейка Tenet включает преимущественно автомобили класса SUV — от компактных кроссоверов до полноразмерных полноприводных моделей класса D.
Tenet 3XT в базовой комплектации оснащается 1,5-литровым бензиновым двигателем с турбонаддувом, предположительно моделью SQRE4T15 мощностью 147 л. с. В более старших версиях используется 1,6-литровый мотор, который, по аналогии с Chery, может соответствовать агрегату SQRF4J16 с диапазоном мощности от 149 до 197 л. с. Для модели предусмотрены три типа трансмиссий — механическая, роботизированная и классический автомат восьмиступенчатый. Все версии Tenet T7 комплектуются передним приводом.

## Производство
В феврале 2025 года холдинг «АГР» представил первые изображения автомобилей марки. Серийное производство на территории бывшего завода Volkswagen в Калуге началось во втором квартале 2025 года. Генеральный директор холдинга Алексей Калицев в интервью «Коммерсанту» сообщил, что в середине лета планируется переход от крупноузловой к мелкоузловой сборке.
В том же месяце было обнародовано подписанное технологическое партнёрство между холдингом «АГР» и компанией Defetoo. Стороны договорились организовать производство автомобилей Tenet на модульной платформе с постепенным увеличением доли российских комплектующих. В рамках соглашения также планируется создание крупного центра НИОКР с 2025 года.